# The Yes Album
The Yes Album és el tercer àlbum d'estudi de la banda anglesa de rock progressiu Yes, publicat el 19 de febrer de 1971 per Atlantic Records. És el seu primer àlbum amb el guitarrista Steve Howe (que reemplaçà Peter Banks el 1970) i el seu darrer de la dècada del 1970s amb el teclista Tony Kaye.
L'àlbum fou el primer del grup que no presentava versions d'altres músics, fet característic dels seus treballs fins llavors. La banda estigué l'any 1970 component i assajant nou material en una masia de South Molton, Devon, i les cançons van ser enregistrades a Advision Studios a la tardor. Tot i que l'àlbum va mantenir, com en els àlbums anteriors, l'orgue Hammond de Kaye i les línies melòdiques del baix de Chris Squire, es pot percebre un apropament a altres estils més llunyans, com ara el piano de jazz, el funk i la música acústica. A més, s'hi nota la contribució creativa de tots els músics, amb cançons més extenses i desenvolupades. Destaca l'aport guitarrístic de Howe, amb diversos estils, incloent-hi la guitarra portuguesa, ique fins i tot gravà un solo de guitarra acústica, "Clap", en directe al Lyceum Teatre, London.
L'àlbum va tenir un bon èxit de la crítica i suposà un pas endavant per l'agrupació, que llavors estavaen una posició de risc a la discogràfica. Al Regne Unit assolí la posició número 4, i la 40 als EUA, i és certificat disc de platí, amb més d'1.000.000 de còpies venudes, per la Recording Industry Association of America (RIAA).

## Recepció
L'àlbum va tenir una recepció de la crítica positiva. John Koegel, de Rolling Stone, va elogiar la unitat instrumental entre Squire, Howe i Kaye, però enyorà les versions d'altres grups que fins llavors havien diferenciat a Yes.
Anderson estava preocupat per la resposta inicial de l'àlbum, però després d'alguns mesos s'adonà que els fans començaven a cantar les cançons als concerts, i conclogué que l'estil musical adoptat podia ser desenvolupat i seguir sent popular.[45] Kaye declarà que, en general, és "un àlbum bastant senzill, tenint en compte el camí que prendria Yes a partir de llavors."[46] El cantant i baixista de Rush Geddy Lee ha citat The Yes Album entre els seus àlbums favorits.

## Llista de cançons
Cara 1
- Yours Is No Disgrace
- Clap
- Starship Trooper
Cara 2
- I've Seen All Good People
- A Venture
- Perpetual Change

## Personal
Yes
- Jon Anderson – veu principal, percussió
- Chris Squire – baix elèctric, cors
- Steve Howe – guitarres elèctriques i acústiques, vachalia, vors
- Tony Kaye – piano, orgue, Moog
- Bill Bruford – bateria, percussió[4]

Músics addicionals
- Colin Goldring – flauta dolça a "Your Move"[4]

Producció
- Yes i Eddie Offord – producció
- Eddie Offord – enginyeria
- Brian Lane – coordinació
- Phil Franks – fotografia
- Barry Wentzell – fotografia
- Jon Goodchild – disseny[4]